# Ekomuzeologie
Ekomuzeologie se snaží muzejními prostředky zachytit dokumentaci přírody a kultury na určitém teritoriu za přímé účasti komunity. Zahrnuje historický, památkový i přírodovědecký aspekt. Zabývá se sbíráním, dokumentováním, zkoumáním, konzervováním a prezentováním přírodní a kulturní situace.

## Historie ekomuzeologie
První definici ekomuzeologie vytvořil v roce 1971 Huges de Varine, kdy pro francouzské Ministerstvo životního prostředí definoval slovo "ecomuseé". Propagátorem ekomuzeologie je Georges Henri Riviere. Vzorové ekomuzeum bylo založeno v Le Creusot jako představitel účinků průmyslového rozvoje na hospodářské, sociální a kulturní poměry daného území.

## Ekomuzea
Záměrem ekomuzeologie je vytvoření ekomuzeí. Ekomuzeum pracuje interdisciplinárně, vztahuje se na definované teritorium. Obyvatelé tohoto teritoria jsou zapojováni do různých aktivit.

### Ekomuzea a projekty hlásící se k ekomuzejnictví v Česku
- Ekomuzeum Růže
- Ekocentrum Kavyl
- Archeoskanzen Modrá